# Carlos Manglano de Mas
Carlos Manglano de Mas (Valencia, 1950- Valencia, 30 de diciembre de 2005) fue un arquitecto y político español.

## Biografía
Fue hijo del militar y político José Manglano Selva.
Estudió arquitectura en la Universidad Politécnica de Valencia y desde 1977 hasta 1979 fue profesor en la Escuela Superior de Ingenieros Industriales. Durante los primeros años de la transición fue presidente de Renovación Democrática y miembro de la dirección del Club de Encuentros.
En 1977 ingresó a la Unión de Centro Democrático de la mano de Emilio Attard y en 1979 fue presidente de la agrupación Acción Ciudadana Liberal, que poco después ingresaría a Alianza Popular, partido del que fue vicepresidente provincial con apoyo de Jorge Verstrynge. Fue elegido diputado por la provincia de Valencia por la Coalición Popular en las elecciones generales de 1982 y 1986. Fue Vicepresidente Segundo de la Comisión del Defensor del Pueblo (1982-1983) y Vicepresidente Segundo de la Comisión de Defensa del Congreso de los Diputados.
Tras la crisis interna de AP que forzó la destitución de Jorge Verstrynge como secretario general del partido en septiembre de 1986, Manglano se dio de baja del partido junto al propio Vestrynge y otros diputados citando desacuerdos con el líder de AP Manuel Fraga,  y pasó al Grupo Mixto. En 1988 ingresó en el Partido Liberal y en 1989 se integró junto al resto de la formación en el Partido Popular. Manglano no participó en las elecciones generales de 1989, y desde entonces se retiró de la política.
Estaba casado y tenía tres hijas.